# Anatolij Alexejevič Karacuba
Anatolij Alexejevič Karacuba (rusky Анато́лий Алексе́евич Карацу́ба, 31. ledna 1937 Groznyj – 28. září 2008 Moskva) byl ruský matematik, nejznámější díky Karacubovu násobení, asymptoticky rychlému násobení čísel. Byl absolventem Lomonosovovy univerzity.